# スティーブ・マットソン
スティーブン・R・マットソン（Steven R. Matteson、1965年 - ）は、アメリカ合衆国の書体デザイナー。彼の作品は複数のコンピュータオペレーティングシステム、ゲーム機、携帯電話、その他電子機器に組み込まれている。Windows Vista以降に含まれるマイクロソフトのフォントファミリーSegoe、Androidで使用されたDroidフォントコレクションをデザインしたほか、初代XboxとXbox 360で使用されるブランドおよびユーザーインターフェースフォントも手がけている。

## 来歴
イリノイ州シカゴに生まれる。ロチェスター工科大学でタイポグラフィ、デザイン、印刷を専攻。在学中の1984年、書体について興味を持つようになった。1988年に卒業し、レーザープリンターメーカーのQMSに勤務するかたわら、2年間フォントヒンティング技術を学ぶ。
1990年、マットソンはモノタイプ・コーポレーション（後のアグファ・モノタイプ→モノタイプ・イメージング）で働き始め、Windows 3.1xの中核TrueTypeフォントであるArial、Times New Roman、Courier Newのデジタル化に貢献した。
アグファ・モノタイプでは Goudy Ornate や Gill Floriated Capitals といった同社ライブラリ用フォントを制作したほか、アジレント・テクノロジー、シマンテック、マイクロソフトといった企業に対するカスタムフォントデザインを指揮した。また、Taligent向けにモノスペースのコマンドラインおよびコーディング用フォントとしてAndalé Monoを設計した。このフォントはコアフォントのオリジナルの1つとなり、現在Mac OS Xにバンドルされている。
2003年までアグファ・モノタイプでカスタムフォント開発を指揮した。2004年、イリノイ州エルクグローブビレッジでアセンダー・コーポレーションの創設に参加し、同社のタイプデザイン部長となった。
2005年、マットソンはXbox 360のブランディングとユーザーインターフェースで使用されるフォントファミリー Convection を設計した。また、Zuneで使用されるユーザーインターフェースフォントも設計した。2007年、レッドハットは彼が設計したオープンソースのフォントファミリーLiberationをリリースした。同じく2007年、彼はDroidフォントファミリーを設計し、このフォントはオープン・ハンドセット・アライアンスがサポートするAndroidに搭載された。
2010年、モノタイプがアセンダーを買収したのに伴い、マットソンは古巣に復帰した。2016年にモノタイプを離れ、自身の会社マットソン・タイポグラフィックスを設立した。2021年にはMicrosoft Officeで彼の書体 Bierstadt が次期既定フォント候補の1つとして配信開始され、2023年にAptosの名称で正式採用された。

## 手がけたフォント一覧
- Andalé Mono
- Andalé Sans
- Andy Bold
- Aptos (Bierstadt)[14][15]
- Arimo
- Ascender Sans
- Ascender Sans Bold
- Ascender Serif
- Ascender Serif Bold
- Ayita
- Ayita Bold
- Binner Gothic
- Blueprint
- Cambria
- Cambria Bold
- Chicory
- Convection
- Cousine
- Curlz
- Dujour
- Droid
- Endurance Pro
- Endurance Pro Black
- Endurance Pro Light
- Facade Condensed
- Fineprint
- Fineprint Swash One
- Fineprint Swash Two
- Futura Now
- Goudy Ornate
- Kootenay Pro
- Liberation Mono
- Liberation Sans
- Liberation Serif
- Lindsey Pro
- Massif Pro
- Mayberry
- Miramonte Pro
- Miramonte Pro Bold
- Noto Sans for Latin[16]
- Open Sans
- Open Sans Condensed
- Open Serif
- Othello
- Pescadero Pro
- Pescadero Pro Bold
- Segoe
- Sports Three
- Sports Two
- Tinos
- Titanium
- Truesdell
- Truesdell Ornaments
- Twentieth Century Poster Fonts